# Alfred Vreven
Alfred Marie Daniel Ghislain Joseph Vreven, né le 24 mars 1937 à Saint-Trond et mort le 15 juin 2000 à Jette (Belgique), est un notaire et homme politique belge (membre du PVV), Il est le fils du ministre libéral Raoul Vreven (nl).
Il est conseiller communal de Saint-Trond et membre de la Chambre des représentants élu de Hasselt (1970-1971 comme suppléant d'Eugène De Gent et 1974-1991).
De 1981 à 1985, il est ministre de la Défense nationale dans le gouvernement Martens V.